# CityLink
CityLink ist ein System von mautpflichtigen Stadtautobahnen in Melbourne im Süden des australischen Bundesstaates Victoria. Die Firma Transurban wurde beauftragt, zwei leistungsfähige Straßenverbindungen in der Innenstadt von Melbourne zu bauen und zu betreiben, die bereits existierende Freeways verbinden, sodass eine schnelle Durchfahrt der Innenstadt möglich wird. Dies sind der Southern Link, der den Monash Freeway in Kooyong mit dem West Gate Freeway in South Melbourne verbindet, und der Western Link, der den Tullamarine Freeway in Essendon mit dem West Gate Freeway in Port Melbourne verbindet.

## Geschichte
Erstmals wurden die südliche und die westliche Umgehung der Innenstadt im Melbourne Transportation Plan 1969 erwähnt. Der Plan empfahl, Korridore und entsprechende Gelder für die Innenstadtumgehungen zu reservieren. Zusammen mit dem Eastern Freeway gehörten die beiden Innenstadtumgehungen zu den wenigen Freeways des Planes, die nicht später wieder verworfen wurden.
Die Absicht, CityLink zu bauen, wurde im Mai 1992 erstmals angekündigt und von der Staatsregierung Mitte 1994 offiziell bestätigt. Der Auftrag wurde 1995 an Transurban, ein Konsortium der australischen Transfield Services und der japanischen Ōbayashi Gumi, vergeben. 1996 wurde das gesamte Finanzvolumen des Projektes auf AU-$ 1,8 Mrd. geschätzt und der Betreibervertrag wird 2035 auslaufen.
CityLink entstand in den Jahren 1996–2000 und hatte ein achtmal größeres Volumen als jedes andere Straßenbauprojekt in Melbourne zu dieser Zeit. Manuell betriebene Mautstellen wurden als unpraktisch erachtet und hätten den Verkehr so weit verzögert, dass der Vorteil der neuen Schnellstraßen nahezu entfallen wäre. 1992 entschloss man sich, eine elektronische Mauterhebung vorzusehen, obwohl damals noch kaum praktische Erfahrungen mit einem solchen System bestanden. Der erste Bauabschnitt wurde im August 1999 dem Verkehr übergeben und die Mauterhebung begann am 3. Januar 2000, noch vor Fertigstellung des Projektes am 28. Dezember 2000.
Die Verlängerung der Exhibition Street war nicht Teil des ursprünglichen Projektes, dessen Sinn es war, Verkehr um die Innenstadt herum zu leiten. Laut einem Vertrag vom April 1998 sollte Transurban die Straßen betreiben und die Maut von den Benutzern kassieren, wobei die Straßen im Oktober 1999 eröffnet werden sollten.

## Existierende Freeways
Vorher gab es vier verschiedene Freeways in der Innenstadt:
- Monash Freeway (früher auch South Eastern Freeway, South Eastern Arterial Road und Mulgrave Freeway auf verschiedenen Abschnitten). Er beginnt ca. 2 km südöstlich der City und verbindet Melbourne mit dem westlichen Gippsland
- M2 /  Tullamarine Freeway, der 5 km nordwestlich der City begann und verbindet Melbourne mit seinem Flughafen. Er bindet auch den  Calder Freeway an, der Melbourne mit Bendigo verbindet.
- West Gate Freeway (früher auch Lower Yarra Freeway), der in Port Melbourne, unmittelbar südwestlich der City begann, den Yarra River auf der West Gate Bridge überquert und die Verbindung zum  Princes Freeway und zur  Western Ring Road herstellt.
- M3 Eastern Freeway, der ‘’Collingwood’’mit den östlichen und nordöstlichen Vororten von Melbourne verbindet.

CityLink beinhaltete die Verbreiterung und den Ausbau der innenstadtnahen Abschnitte des Tullamarine Freeway und des Monash Freeway. Für diese ausgebauten Abschnitte wurden auch Mautgebühren erhoben, was viel Kritik der Nutzer hervorrief.

## Neue Freeways

### Western Link

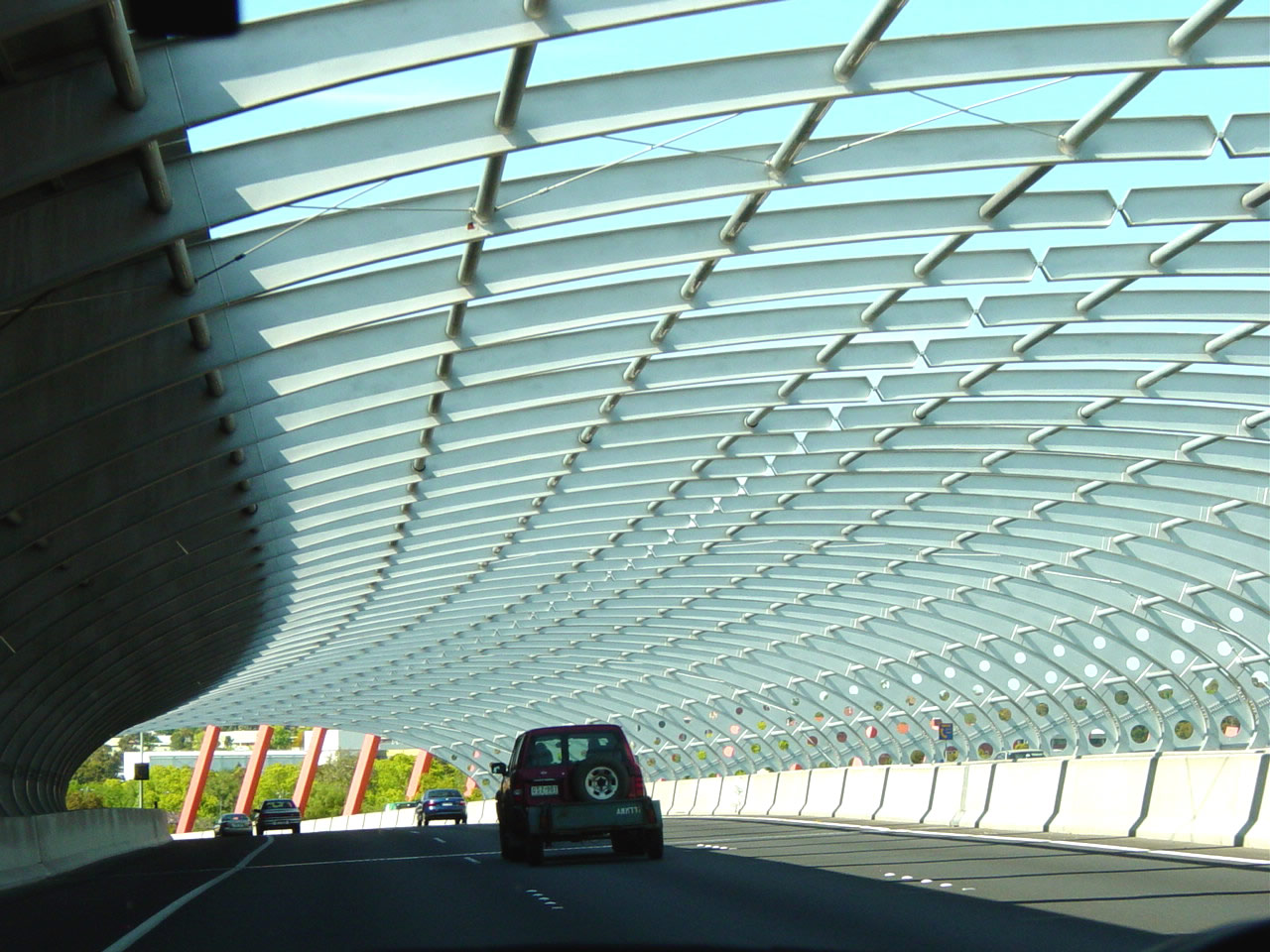
Schallschutzabdeckung in Flemington zum Schutz der Wohntürme nebenan

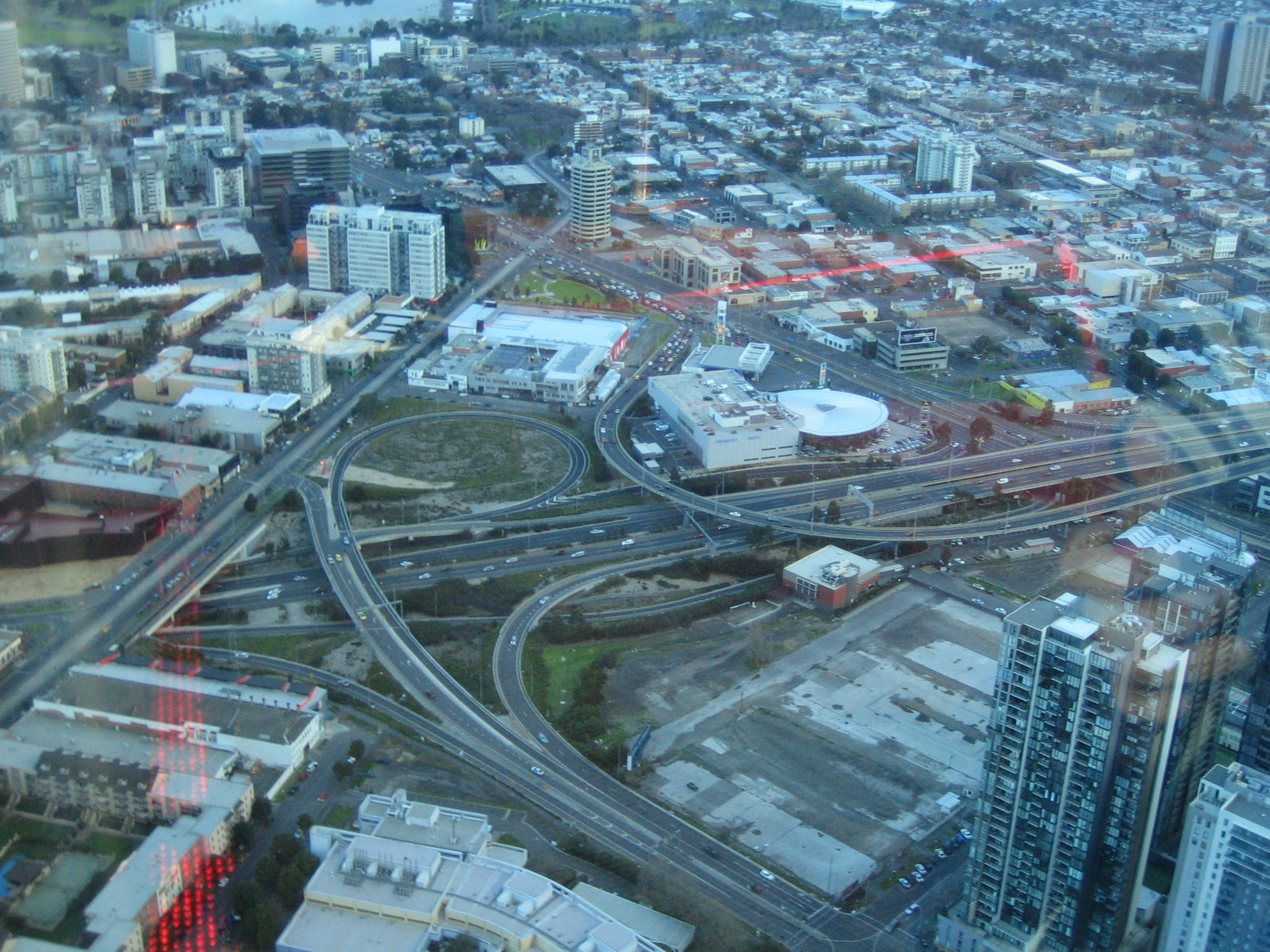
Kreuzungsbereich des Burnley Tunnel, des Domain Tunnel, des Westgate Freeway und der Auffahrten zur Power Street und zum Kings Way

Der in Hochlage gebaute Western Link verlängert den Tullamarine Freeway um 5 km nach Süden bis zum West Gate Freeway in Port Melbourne. Er beinhaltet eine große neue Brücke über den Yarra River, die Bolte Bridge, die nach dem früheren Premierminister von Victoria, Henry Bolte (1908–1990) benannt wurde. In Flemington, wo die Straße an einigen Wohntürmen vorbeiführt, hat er eine röhrenförmige Schallschutzabdeckung. Etwas nördlich der Schallschutzabdeckung wurde eine große Skulptur namens „Melbourne International Gateway“ aufgestellt, die aus einem gigantischen, gelben Stab über der Straße (die Bevölkerung nannte ihn Cheesestick (dt.: Käsestange)) und einer Reihe kleinerer roter Stäbe neben der Straße (die Bevölkerung nannte sie Zipper oder Rack of Lamb (dt.: Reißverschluss, bzw. Lammrücken)) besteht. Auch wurde der Tullamarine Freeway zwischen der Bell Street und der Flemington Road durch eine Durchgangsspur in jeder Richtung verbreitert.
Dieser Streckenabschnitt war im Melbourne Transportation Plan von 1969 als Freeway-Korridor F14 bezeichnet.

### Southern Link
Der unterirdische Southern Link verbindet die Enden des Monash Freeway und des West Gate Freeway zu einer durchgehenden Stadtautobahn. Die Straße besteht aus dem Burnley Tunnel und dem Domain Tunnel in entgegengesetzten Fahrtrichtungen, die unter den Royal Botanic Gardens und dem Yarra River hindurch führen. Die Straße beinhaltet auch eine Verbindung vom Monash Freeway zur Innenstadt über eine Brücke in Verlängerung der Exhibition Street, die über die nahegelegene Eisenbahnlinie führt.
Dieser Streckenabschnitt war im Melbourne Transportation Plan von 1969 als Freeway-Korridor F9 bezeichnet.

## Wichtige Kreuzungen und Anschlüsse

### Western Link
| CityLink /                                                                    |                                                 |                                                 |                                                                                       |
| Anschlüsse Richtung Norden                                                    | Entfernung zum Flughafen Melbourne (km)         | Entfernung zur Innenstadt von Melbourne (km)    | Anschlüsse Richtung Süden                                                             |
| Ende CityLink weiter als Tullamarine Freeway nach Bendigo / Sydney            | 13                                              | 10                                              | Beginn CityLink vom Tullamarine Freeway                                               |
| EISENBAHNLINIE NORDOST                                                        | 13                                              | 10                                              | EISENBAHNLINIE NORDOST                                                                |
| Strathmore, Broadmeadows Pascoe Vale Road                                     | 13                                              | 10                                              | EISENBAHNLINIE NORDOST                                                                |
| Essendon, Thornbury Moreland Road                                             | 15                                              | 8                                               | keine Ausfahrt                                                                        |
| keine Ausfahrt                                                                | 17                                              | 6                                               | Brunswick, Northcote Brunswick Road Moonee Ponds, Ascot Vale, Maribyrnong Ormond Road |
| keine Ausfahrt                                                                | 19                                              | 4                                               | Parkville, Innenstadt von Melbourne Flemington Road                                   |
| Anschlüsse Richtung Norden                                                    | Entfernung zum Flughafen Melbourne (km)         | Entfernung zur (km)                             | Anschlüsse Richtung Süden                                                             |
| zur Eastern Freeway Kensington, Parkville Racecourse Road                     | 18                                              | 7                                               | EISENBAHNLINIE NACH UPFIELD                                                           |
| EISENBAHNLINIE NACH UPFIELD                                                   | 18                                              | 7                                               | EISENBAHNLINIE NACH UPFIELD                                                           |
| EISENBAHNLINIE NORDOST / EISENBAHNLINIE WEST / EISENBAHNLINIE NACH PORT FAIRY | 21                                              | 4                                               | Innenstadt von Melbourne, Footscray Dynon Road                                        |
| EISENBAHNLINIE NORDOST / EISENBAHNLINIE WEST / EISENBAHNLINIE NACH PORT FAIRY | 21                                              | 4                                               | EISENBAHNLINIE NORDOST / EISENBAHNLINIE WEST / EISENBAHNLINIE NACH PORT FAIRY         |
| Footscray, Docklands Footscray Road                                           | 23                                              | 2                                               | Docklands, Footscray Footscray Road                                                   |
| BOLTE BRIDGE                                                                  | 24                                              | 1                                               | BOLTE BRIDGE                                                                          |
| Anschlüsse Richtung Norden                                                    | Ausfahrt Nr. Entfernung zum Flughafen Melbourne | Ausfahrt Nr. Entfernung zum Flughafen Melbourne | Anschlüsse Richtung Süden                                                             |
| Beginn CityLink weiter vom West Gate Freeway                                  | -- (25 km)                                      | -- (25 km)                                      | Ende CityLink                                                                         |
| Beginn CityLink weiter vom West Gate Freeway                                  | 3                                               | 3                                               | Docklands Lorimer Street                                                              |
| Beginn CityLink weiter vom West Gate Freeway                                  | 2                                               | 2                                               | St. Kilda, Frankston Kings Way (Princes Highway)                                      |
| Beginn CityLink weiter vom West Gate Freeway                                  | 1E                                              | 1E                                              | Innenstadt von Melbourne, Dandenong, Warragul West Gate Freeway                       |
| Beginn CityLink weiter vom West Gate Freeway                                  | 1W                                              | 1W                                              | West Gate Bridge, Geelong West Gate Freeway                                           |

Bemerkung:
Ausfahrten sind nur an der Kreuzung der  nummeriert.

### Southern Link
| CityLink                                                                                     |              |                                                                                            |
| Anschlüsse Richtung Westen                                                                   | Ausfahrt Nr. | Anschlüsse Richtung Osten                                                                  |
| Ende CityLink (Domain Tunnel) weiter als West Gate Freeway nach Ballarat / Bendigo / Geelong | --           | Beginn CityLink (Burnley Tunnel) vom West Gate Freeway                                     |
| DOMAIN TUNNEL                                                                                | --           | BURNLEY TUNNEL keine Zufahrt zu den Ausfahrten E1 und E2                                   |
| Innenstadt von Melbourne Batman Avenue                                                       | E1           | Beginn CityLink (Batman Avenue Extension) von der Batman Avenue                            |
| Richmond, Clifton Hill Punt Road                                                             | E2           | keine Ausfahrt                                                                             |
| EISENBAHNLINIE NACH SANDRINGHAM / EISENBAHNLINIE NACH FRANKSTON / GIPPSLAND-EISENBAHNLINIE   | --           | EISENBAHNLINIE NACH SANDRINGHAM / EISENBAHNLINIE NACH FRANKSTON / GIPPSLAND-EISENBAHNLINIE |
| keine Ausfahrt                                                                               | --           | Cremorne Church Street                                                                     |
| Burnley Yarra Boulevard                                                                      | E3           | Burnley Burnley Street                                                                     |
| Burnley Yarra Boulevard                                                                      | E3           | CityLink (Verlängerung Batman Avenue) führt zusammen mit CityLink (Burnley Tunnel)         |
| EISENBAHNLINIE NACH GLEN WAVERLEY                                                            | --           | EISENBAHNLINIE NACH GLEN WAVERLEY                                                          |
| Beginn CityLink vom Monash Freeway                                                           | E4           | Burwood, Toorak Toorak Road                                                                |
| Beginn CityLink vom Monash Freeway                                                           | E4           | Ende CityLink weiter als Monash Freeway nach Dandenong / Warragul                          |